# Skoky na lyžích na Zimních olympijských hrách 1960
Skoky na lyžích na Zimních olympijských hrách 1960 probíhal na můstcích Papoose Peak Ski jumping hill v areálu Squaw Valley Ski Resort ve Squaw Valley.

## Přehled medailí
| Pořadí | Země                           | Zlato | Stříbro | Bronz | Celkově |
| ------ | ------------------------------ | ----- | ------- | ----- | ------- |
| 1.     | Tým sjednoceného Německa (EUA) | 1     | 0       | 0     | 1       |
| 2.     | Finsko (FIN)                   | 0     | 1       | 0     | 1       |
| 3.     | Rakousko (AUT)                 | 0     | 0       | 1     | 1       |
| Celkem | Celkem                         | 1     | 1       | 1     | 3       |

## Medailisté

### Muži
| Disciplína     | Zlato                                             | Výkon | Stříbro                      | Výkon | Bronz                           | Výkon |
| -------------- | ------------------------------------------------- | ----- | ---------------------------- | ----- | ------------------------------- | ----- |
| střední můstek | Helmut Recknagel · Tým sjednoceného Německa (EUA) | 227.2 | Niilo Halonen · Finsko (FIN) | 222,6 | Otto Leodolter · Rakousko (AUT) | 219.4 |